# Österreichischer Schwimmverband
Der Österreichische Schwimmverband (OSV) vereinigt unter seinem Dach die Schwimmverbände in den Bundesländern der Republik Österreich und deren Mitglieder.
Der OSV repräsentiert die fünf olympischen Sportarten (Schwimmen, Synchronschwimmen, Wasserspringen, Wasserball, Freiwasserschwimmen) und daneben einen großen freizeitsportlichen Bereich. Die Geschäftsstelle befindet sich in Wien.

## Dachverbände
Der OSV untersteht auf europäischer Ebene der Ligue Européenne de Natation (LEN) und auf globaler Ebene der World Aquatics.

## Landesverbände
Dem OSV unterstehen folgende Landesverbände:
- Landesschwimmverband Wien
- Niederösterreichischer Landesverband im Schwimmen
- Landesschwimmverband Oberösterreich
- Burgenländischer Landesschwimmverband
- Neuer Verband der Schwimmvereine in Salzburg
- Landesschwimmverband Steiermark
- Landesschwimmverband Kärnten
- Landesschwimmverband Tirol
- Landesschwimmverband Vorarlberg